# 白山信仰

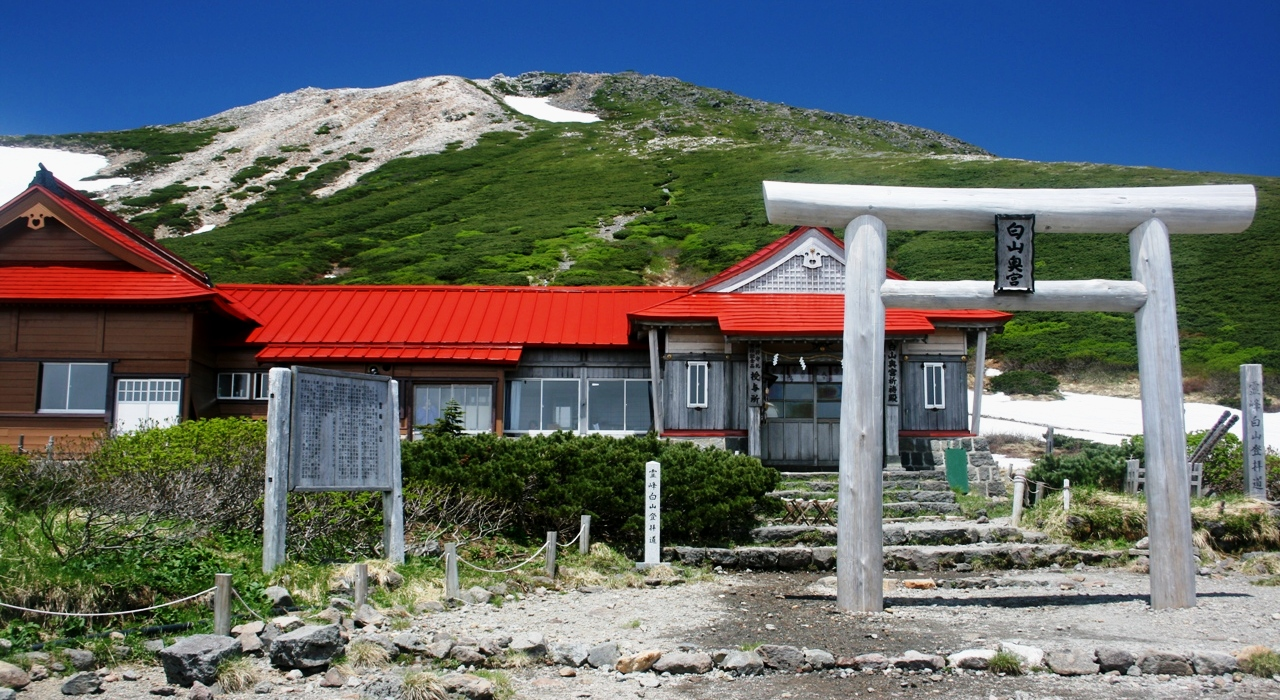
由室堂望向白山奧宮與御前峰

白山信仰（日语：／ Hakusan sinkō */?）是橫越加賀國、越前國、美濃國（現石川縣、福井縣、岐阜縣）有關白山的山岳信仰。

## 成立
自古以來以「越之白山」的名稱，在詩歌中被提及多次的白山，與富山、立山並列，同為「日本三名山」之一。此外，自白山流出的水源注入四周的河流，滋潤了廣袤的田野，當地百姓也得以藉由農耕工作來生活。為此，自古白山就是「連結生命的父母神」，以水神、農業神的型態，把白山作為水源的九頭龍川、手取川、長良川流域居民將山岳本身視作神體，形成了原始山岳信仰。
奈良時代以後，修驗者在日本各地開山，白山也在泰澄登頂之後開山，由原始的白山信仰轉為修驗道的體系，形成了今日一般所認知「白山信仰」。

## 主要地域
雖然有許多關於白山信仰的歷史與傳承的研究，但以地理觀點檢視白山信仰在地區上擴散的研究則相對較少。。
然而，白山信仰的地理研究並不困難。對白山信仰而言，白山神社的存在是不可欠的，白山神社是白山信仰浸透程度的重要指標，若審視白山神社的分布，就能大抵了解白山信仰在該地域信仰圈的浸透程度。
由此確認白山神社所在地的研究，以石川縣加賀地方的南部（加賀市・小松市・能美市・白山市・川北町・野野市市）為主，也是石川縣內白山信仰的主要盛行地區。加賀地方南部，除了有白山和白山比咩神社之外，也有以白山為源頭的四條主要河川（手取川・梯川・動橋川・大聖寺川），與白山信仰有關的中宮八院・白山五院・三箇寺等寺院亦不在少數。

## 歷史

白山三馬場與禪定道

## 主要的白山神社
白山信仰最具代表性的神社為加賀國白山比咩神社，為白山神社的總本社。白山神社鎮座於全日本各地，許多祭神都為菊理媛神（白山比咩神）・伊弉諾尊・伊弉冉尊等3尊。
白山神社在日本各地約有2,700社，其中以石川・新潟・岐阜・靜岡・愛知等各縣最多。東日本的被差別部落也有許多祭祀白山神社，其理由有許多說法而不明，但有一說是江戶淺草新町矢野彈左衛門信仰的緣故。 中世，加賀白山比咩神社前身白山寺白山本宮、美濃國的白山中宮長滝寺（現長瀧白山神社）、越前國的霊應山平泉寺（現平泉寺白山神社）成為延曆寺的末寺，隨著天台宗、白山修驗的普及，逐漸被分靈至各地。分靈來源最多的是白山寺白山本宮（白山比咩神社）、白山中宮長瀧寺、霊應山平泉寺，其中長瀧寺在三者中最多，至今擁有最多白山神社的是岐阜县。然而，由於3社中唯一有被記錄在「延喜式神名帳」的是白山比咩神社，明治時代將白山比咩神社認定為「日本全國白山神社的總本社」。 。
- 白山比咩神社 - 石川縣白山市鎮座。舊國幣中社。全國白山神社的總本社。
- 平泉寺白山神社 - 福井縣勝山市平泉寺町平泉寺鎮座。舊県社。越前白山禪定道的登拜口。
- 長瀧白山神社 - 岐阜縣郡上市白鳥町長瀧鎮座。舊縣社。美濃白山禪定道的登拜口。
- 白山神社 (新潟市中央區一番堀通町) - 新潟縣新潟市中央區一番堀通町鎮座。舊縣社。
- 白山社 (飯田市上飯田) - 長野縣飯田市上飯田鎮座。舊縣社。
- 白山中居神社 - 岐阜縣郡上市白鳥町石徹白鎮座。舊縣社。
- 洲原神社 - 岐阜縣美濃市須原鎮座。舊縣社。
- 大山白山神社 - 岐阜縣加茂郡白川町水戶野鎮座。舊縣社。
- 白山比咩神社 (岩国市) - 山口縣岩國市橫山鎮座。舊縣社。
- 白山神社 (北九州市若松區白山) - 福岡縣北九州市若松區白山鎮座。舊縣社

## 脚注
1. 1 2 3 4   (PDF).   [2021年9月16日]. （原始内容存档 (PDF)于2021年8月28日）.

## 外部連結
- 白山之記（現代版） （页面存档备份，存于）石川県新情報府
- 『源平盛衰記』の白山関係記事　 （页面存档备份，存于）辻本恭子、関西学院大学『日本文藝研究』2004年 3月
- . kotobank （日语）.